# Supercharged
Supercharged — одиннадцатый студийный альбом американской панк-рок-группы The Offspring, выпущенный 11 октября 2024 года на лейбле Concord Records. Спродюсирован Бобом Роком, который работал с группой над тремя предыдущими студийными альбомами.
Это первый альбом группы, в котором басист Тодд Морс записывался в качестве официального участника, хотя треки, в которых он играл, неизвестны (партии бас-гитары разделены между ним и Декстером Холландом); и первый альбом группы, в котором участвуют мультиинструменталист Джона Нимой и барабанщик Брэндон Перцборн, что делает его первым альбомом группы в составе из пяти человек.
Альбому предшествовали синглы «Make It All Right», «Light It Up», «Come to Brazil» и «Ok, But This Is The Last Time»
Альбом получил в целом позитивные отзывы критиков.

## Список композиций
Слова и музыка всех песен — Декстер Холланд.
| №                   | Название                        | Длительность |
| ------------------- | ------------------------------- | ------------ |
| 1.                  | «Looking Out for #1»            | 3:16         |
| 2.                  | «Light It Up»                   | 2:52         |
| 3.                  | «The Fall Guy»                  | 2:34         |
| 4.                  | «Make It All Right»             | 3:34         |
| 5.                  | «Ok, But This Is the Last Time» | 3:23         |
| 6.                  | «Truth in Fiction»              | 2:00         |
| 7.                  | «Come to Brazil»                | 4:19         |
| 8.                  | «Get Some»                      | 2:57         |
| 9.                  | «Hanging by a Thread»           | 3:26         |
| 10.                 | «You Can't Get There from Here» | 3:54         |
| Общая длительность: | Общая длительность:             | 32:15        |

| №                   | Название                                                      | Длительность |
| ------------------- | ------------------------------------------------------------- | ------------ |
| 1.                  | «Gotta Get Away» (Live in Anaheim, California)                | 3:46         |
| 2.                  | «Genocide» (Live in Anaheim, California)                      | 4:08         |
| 3.                  | «Gone Away» (Live in Anaheim, California)                     | 5:02         |
| 4.                  | «Blitzkrieg Bop» (Live in Anaheim, California; Ramones cover) | 1:54         |
| Общая длительность: | Общая длительность:                                           | 14:50        |

## Участники записи
Сведения взяты с буклета виниловой пластинки

### The Offspring
- Декстер Холланд  — ведущий и бэк-вокал, гитара, бас, клавишные (1, 10)
- Noodles — гитара
- Тодд Морс — бас-гитара
- Джона Нимой — клавишные
- Брэндон Перцборн  – ударные (2, 3, 6, 10)

### Дополнительный персонал
- Джош Фриз  – ударные (все, кроме 2, 3, 6, 10)
- Боб Рок  — дополнительная гитара, бэк-вокал
- Адам Гринхольц — клавишные (1, 3–5, 9, 10) , бэк-вокал
- Джейми Мухоберак  – клавишные (1)
- Дэйв Пирс  – струнные, клавишные (5, 9)
- Ребекка Шойхет  – дополнительный вокал в «Make It All Right»
- Адам Гарретт — бэк-вокал

### Производство
- Боб Рок  – продюсер, сведение
- Адам Гринхольц – сведение
- Эмили Лазар  – мастеринг-инженер
- Энни Кеннеди – помощник звукорежиссера
- Тео Вагнер – помощник звукорежиссера
- Райан Эноксон – помощник звукорежиссера
- Стивен Хоган – помощник звукорежиссера
- Эндрю Фаулер – помощник звукорежиссера
- Джон Дибиаси – помощник звукорежиссера
- Эрик Хельмкамп – дополнительная запись
- Deveed Benito – обложка